# (466915) 2015 FG319
(466915) 2015 FG319 es un asteroide perteneciente al cinturón de asteroides, descubierto el 14 de abril de 2010 por el equipo Spacewatch desde el Observatorio Nacional de Kitt Peak (Arizona, Estados Unidos).